# Slipknot (album)
SlipKnoT je první album stejnojmenné americké kapely. Bylo vydáno 29. června 1999. Tato deska je považována za oficiální debut kapely.
Deska vyšla 3 roky po prvním demu kapely – Mate Feed Kill Repeat. Producentem alba je Ross Robinson.

## Zajímavost
Těsně před dokončením desky kapelu opustil kytarista Josh Brainard. Nahradil ho James Root, který pomohl dokončit nedonahranou desku. Přebal desky už byl v té době vytvořen a James Root dostal masku po Josh Brainardovi, takže na přebal alba se jen přidělaly Jamesovi fialové vlasy. 
V prosinci 1999 bylo album Slipknot znovu vydáno s mírně pozměněným seznamem skladeb a masteringem poté, co čelilo obvinění z porušení autorských práv. Slipknot odstranili píseň „Purity“  která byla insirována příběhem z intenetu o dívce jménem Purity Knight, která byla unesena a pohřbena zaživa. Mnoho lidí včetně Coreyho Taylora věřilo, že příběh je pravdivý. Moc tomu nepomohl ani fakt že použili zvukové ukázky z autorského webu na začátku Purity. Píseň byla nahrazena  „Me Inside“ .

## Seznam skladeb
1. 742617000027
2. (sic)
3. Eyeless
4. Wait & Bleed
5. Surfacing
6. Spit it Out
7. Tattered & Torn
8. Me Inside
9. Liberate
10. Prosthetics
11. No Life
12. Diluted
13. Only One
14. Scissors
15. Eeyore

## Videa
1. Wait And Bleed
2. Wait And Bleed (animovaná verze)
3. Spit It Out